# Mergo
Mergo är en ort och kommun i provinsen Ancona i regionen Marche i Italien. Kommunen hade 1 013 invånare (2018).